# Carl Christoph Traugott Tauchnitz
Carl Christoph Traugott Tauchnitz, född den 29 oktober 1761 i Großbardau, död den 14 januari 1836 i Leipzig, var en tysk bokförläggare. Han var far till Carl Christian Philipp Tauchnitz och farbror till Christian Bernhard von Tauchnitz. 
Tauchnitz uppsatte 1796–1800 i Leipzig ett boktryckeri, en förlagsbokhandel och ett stilgjuteri. Han utgav företrädesvis grekiska och latinska författare samt införde i Tyskland förbättrade antikvatyper och stereotypin, vilken han även lyckades tillgodogöra för nottryck.